# Públicos do São Paulo Futebol Clube
Abaixo uma lista dos jogos de destaque com os públicos do São Paulo Futebol Clube.

## Públicos do São Paulo

### Maiores públicos do São Paulo
- Jogos no Estádio do Morumbi, acima de 90.000 pagantes.
- São Paulo 1×0 Santos, 122 535 pessoas, em 16 de novembro de 1980 (122 209 pagantes)
- Corinthians 2×3 São Paulo, 119 858 pessoas, em 5 de dezembro de 1982 (117 061 pagantes)
- Palmeiras 0×0 São Paulo, 119 113, em 17 de junho de 1979 (112 016 pagantes)
- Corinthians 0×0 São Paulo,118 658, em 30 de agosto de 1987 (109 464 pagantes)[1]
- Palmeiras 0×1 São Paulo , 115 435, em 27 de junho de 1971 (103 887 pagantes)
- Santos 1×1 São Paulo, 115 155, em 24 de junho de 1979 (107 458 pagantes)
- São Paulo 2×1 Palmeiras, 114 000, em 20 de dezembro de 1992 (110 887 pagantes)
- São Paulo 0×0 Palmeiras, 112 031, em 1 de dezembro de 1991 (110 915 pagantes)
- Corinthians 2×1 São Paulo, 110 066, em 2 de outubro de 1977 (105 435 pagantes)
- São Paulo 3×0 Operário (MS), 109 584, em 26 de fevereiro de 1978 (103 092 pagantes)
- São Paulo’ 1×1 Porto, 107 069, em 25 de janeiro de 1970 (59 924 pagantes)
- São Paulo 2×1 Portuguesa, 106 315, em 22 de dezembro de 1985 (99 525 pagantes)
- São Paulo 0×0 Corinthians, 106 142, em 15 de dezembro de 1991
- São Paulo 1×0 Newells O.B., 105 185, em 17 de junho de 1992
- Corinthians 0×3 São Paulo, 102 821, em 8 de dezembro de 1991
- Corinthians 1×0 São Paulo, 100 858, em 16 de dezembro de 1990 (100 116 pagantes)
- São Paulo 1×0 Barcelona-EQU, 100 000, em 22 de abril de 1972
- São Paulo 3×2 Botafogo,  98 650,  em 26 de abril de 1981
- São Paulo  0×0 São José, 98 034,  em 2 de julho de 1989 (97 965 pagantes)[2]
- São Paulo 2×0 Flamengo, 97 831, em 28 de abril de 1993
- Palmeiras 0×0 São Paulo, 97 210, em 17 de março de 1993 (96 340 pagantes)
- São Paulo1×3 Santos, 97 191, em 1 de outubro de 1978 (91 962 pagantes)
- Corinthians 3×3 São Paulo, 96 532, em 9 de agosto de 1987
- Corinthians 1×2 São Paulo, 95 493, em 26 de agosto de 1987
- São Paulo 0×1 Grêmio, 95 106, em 3 de maio de 1981
- São Paulo 5×1 Universidad.Católica, 94 629, em 19 de maio de 1993
- São Paulo 1×0 Vélez Sarsfield, 92 560, em 31 de agosto de 1994
- Palmeiras 2×4 São Paulo , 91 257, em 5 de dezembro de 1992 (90 688 pagantes)[3]
- São Paulo 1×1 Corinthians, 90 182, em 14 de dezembro de 1983 (88 085 pagantes)

### Maiores públicos como mandante
- São Paulo 1×0 Santos, 122 535 pessoas, em 16 de novembro de 1980.
- São Paulo 0×0 Palmeiras, 110 915 pessoas, em 1 de dezembro de 1991.
- São Paulo 2×1 Palmeiras, 110 887 pessoas, em 20 de dezembro de 1992.
- São Paulo 0×0 Corinthians, 109 464 pessoas, em 30 de agosto de 1987.
- São Paulo 1×1 Porto (Portugal), 107 869 pessoas, em 25 de janeiro de 1970.
- São Paulo 0×0 Corinthians, 106 142 pessoas, em 15 de dezembro de 1991.
- São Paulo 1×0 Newell's Old Boys, 105 185 pessoas, em 17 de junho de 1992.
- São Paulo 3×0 Operário (Mato Grosso do Sul), 103 092 pessoas, em 26 de fevereiro de 1978.
- São Paulo 1×1 Barcelona (Equador), 100 000 pessoas, em 21 de abril de 1972.
- São Paulo 3×2 Botafogo, 98 650 pessoas, em 26 de abril de 1981.

1. ↑ Público de 122 209 pagantes.

### Maiores públicos como visitante
- Corinthians 2×3 São Paulo, 117 061 pessoas, em 5 de dezembro de 1982
- Palmeiras 0×1 São Paulo, 112 016 pessoas, em 17 de junho de 1979
- Santos 1×1 São Paulo, 107 485 pessoas, em 24 de junho de 1979
- Corinthians 2×1 São Paulo , 105 435 pessoas, em 2 de outubro de 1977
- Palmeiras 0×1 São Paulo, 103 887 pessoas, em 27 de junho de 1971
- Atlético Mineiro 0×0 São Paulo, 102 974 pessoas, em 5 de março de 1978
- Corinthians 0×3 São Paulo, 102 821 pessoas, em 8 de dezembro de 1991
- Corinthians 1×0 São Paulo, 100 858 pessoas, em 16 de dezembro de 1990
- Portuguesa 1×2 São Paulo, 99 025 pessoas, em 22 de dezembro de 1985
- São José 0×0 São Paulo, 97 965 pessoas, em 2 de julho de 1989

Embora visitante, 9 dos 10 jogos foram no Morumbi.

### Como visitante e fora do Morumbi
- Atlético Mineiro 0×0 São Paulo, 102 974 pessoas, em 5 de março de 1978
- Cruzeiro 0×0 São Paulo, 87 873 pessoas, em 12 de novembro de 1987
- Cruzeiro 2×1 São Paulo, 85 841 pessoas, em 9 de julho de 2000
- Flamengo 3×2 São Paulo, 85 236 pessoas, em 20 de janeiro de 1982
- Fluminense 3×1 São Paulo, 72 910 pessoas, em 21 de maio de 2008
- Corinthians 3×3 São Paulo, 71 281 pessoas, em 24 de maio de 1942
- Corinthians 4×0 São Paulo, 70 000 pessoas, em 26 de agosto de 1951
- Flamengo 1×0 São Paulo, 68 031 pessoas, em 4 de outubro de 2007
- Botafogo 1×0 São Paulo, 67 473 pessoas, em 22 de abril de 1981
- Liverpool 0×1 São Paulo, 66 821 pessoas, em 18 de dezembro de 2005

### Menores públicos
- São Paulo 6×1 Noroeste, 247 pessoas, em 19 de junho de 1990
- São Paulo 1×0 São Bento, 251 pessoas, em 2 de julho de 1981
- São Paulo 3×0 São Bento, 277 pessoas, em 9 de agosto de 1973
- São Paulo 1×0 São Bento, 302 pessoas, em 30 de maio de 1976
- São Paulo 4×1 América-MG, 313 pessoas, em 19 de março de 1996
- São Paulo 0×0 São Bento, 328 pessoas, em 28 de maio de 1987
- São Paulo 2×2 Vitória, 353 pessoas, em 1 de setembro de 1994
- São Paulo 0×1 América-SP, 360 pessoas, em 13 de junho de 1976
- São Paulo 1×0 São Bento, 361 pessoas, em 4 de maio de 1973
- São Paulo 2×0 União Bandeirante, 408 pessoas, em 27 de junho de 1960

Todos os jogos citados foram sob mando do São Paulo.

### Médias de público em Campeonatos Brasileiros
- Jogos no Estádio do Morumbi.[4]

| Ano  | Público | Ano  | Público | Ano  | Público | Ano  | Público | Ano  | Público |
| ---- | ------- | ---- | ------- | ---- | ------- | ---- | ------- | ---- | ------- |
| 1971 | 19 108  | 1981 | 41 179  | 1991 | 21 164  | 2001 | 17 966  | 2011 | 22 257  |
| 1972 | 15 727  | 1982 | 29 310  | 1992 | 23 580  | 2002 | 25 452  | 2012 | 24 401  |
| 1973 | 16 911  | 1983 | 21 643  | 1993 | 22 590  | 2003 | 10 886  | 2013 | 24 373  |
| 1974 | 6 884   | 1984 | 8 202   | 1994 | 8 992   | 2004 | 8 388   | 2014 | 29 202  |
| 1975 | 14 001  | 1985 | 8 138   | 1995 | 2 701   | 2005 | 8 946   | 2015 | 20 561  |
| 1976 | 18 266  | 1986 | 29 483  | 1996 | 7 498   | 2006 | 22 948  | 2016 | 22 512  |
| 1977 | 32 031  | 1987 | 12 907  | 1997 | 5 889   | 2007 | 28 662  | 2017 | 33 635  |
| 1978 | 11 472  | 1988 | 10 635  | 1998 | 9 430   | 2008 | 21 333  | 2018 | 34 320  |
| 1979 | -       | 1989 | 17 211  | 1999 | 19 282  | 2009 | 26 268  | 2019 | 28 846  |
| 1980 | 21 369  | 1990 | 18 243  | 2000 | 10 113  | 2010 | 14 704  | 2020 | 0       |

### Médias de público na Copa Libertadores
- Jogos no Estádio do Morumbi.[4][5]

| Ano  | Público | Ano  | Público |
| ---- | ------- | ---- | ------- |
| 1972 | 23 270  | 2006 | 50 755  |
| 1974 | 7 969   | 2007 | 26 287  |
| 1978 | 31 132  | 2008 | 36 809  |
| 1982 | 14 552  | 2009 | 38 403  |
| 1987 | 7 301   | 2010 | 45 090  |
| 1992 | 25 771  | 2013 | 45 229  |
| 1993 | 68 725  | 2015 | 36 583  |
| 1994 | 54 663  | 2016 | 43 605  |
| 2004 | 56 103  | 2019 | 44 737  |
| 2005 | 48 822  | 2020 | 39 107  |